# وي سبورتس
وي سبورتس (بالإنجليزية: Wii Sports؛ باليابانية: Wii スポーツ) هي لعبة رياضية طورت وأنتجت من قبل شركة نينتندو Nintendo كعنوان إصدار لجهاز الألعاب المنزلي وي. أول إصدار لها كان في شمال أمريكا موجدة مع جهاز وي في 19 نوفمبر / تشرين الثاني عام 2006 وأصدرت في اليابان، أستراليا، وأوروبا في الشهر التالي. إن اللعبة توجد داخل علبة الجهاز وي في جميع الأقاليم في العالم ما عدا اليابان،  مما جعلها أول لعبة تصدر من نينتيندو تأتي مع انطلاق نظام نينتيندو الجديد منذ أن كانت لعبة ماريوز تنس Mario's Tennis تأتي مع فيرشوال بوي Virtual Boy في عام 1995. إن لعبة وي سبورتس هي جزء من سلسلة ألعاب مستمرة تسمى في بعض الأحيان ب سلسلة ألعاب وي Wii Series. كما أن لعبة وي سبورتس هي جزء من أجيال اللمس! Touch! Generations للألعاب.
إن هذه اللعبة عبارة عن مجموعة من خمسة ألعاب رياضية محاكاة، وصممت لعرض قدرة المستقبلات الحساسة للحركة للريموت وي Wii Remote للاعبين الجدد. هذه الألعاب الخمسة هي تنس، البيسبول، البولينج، الجولف، والملاكمة. يستعمل اللاعبون الريموت وي للقيام بمحاكاة حركات الألعاب الرياضية الحقيقة، مثل الضرب بمضرب التنس. كما أن قوانين اللعب تم تسهيلها لكي يتمكن اللعبون الجدد من فهمها. تقدم هذه اللعبة أنماط لتطوير اللياقة البدنية وللتدريب لكي يتحسن مستوى اللاعب في هذه الرياضات.
عموماً، هذه اللعبة قد حازت على رضى النقاد كما أنها أستلمت جوائز من الصحافة المتخصصة في الألعاب ومن مجتمعات التسلية. كانت هذه اللعبة الأكثر مبيعاً في عام 2007 في اليابان ، وفي نهاية مارس / آذار عام 2008، تم بيع 21.56 مليون نسخة في جميع أنحاء العالم (و منها حزم النسخ التي تم بيعها بالجملة). ظهرت لعبة وي سبورتس على التلفاز في إعلانات وي التجارية،  وفي التقارير الأخبارية،  وفي برامج أخرى. أصبحت هذه اللعبة أداة شعبية لتجمع الناس وإقامة المسابقات بين اللاعبين في مختلف الأعمار.

## اللعب

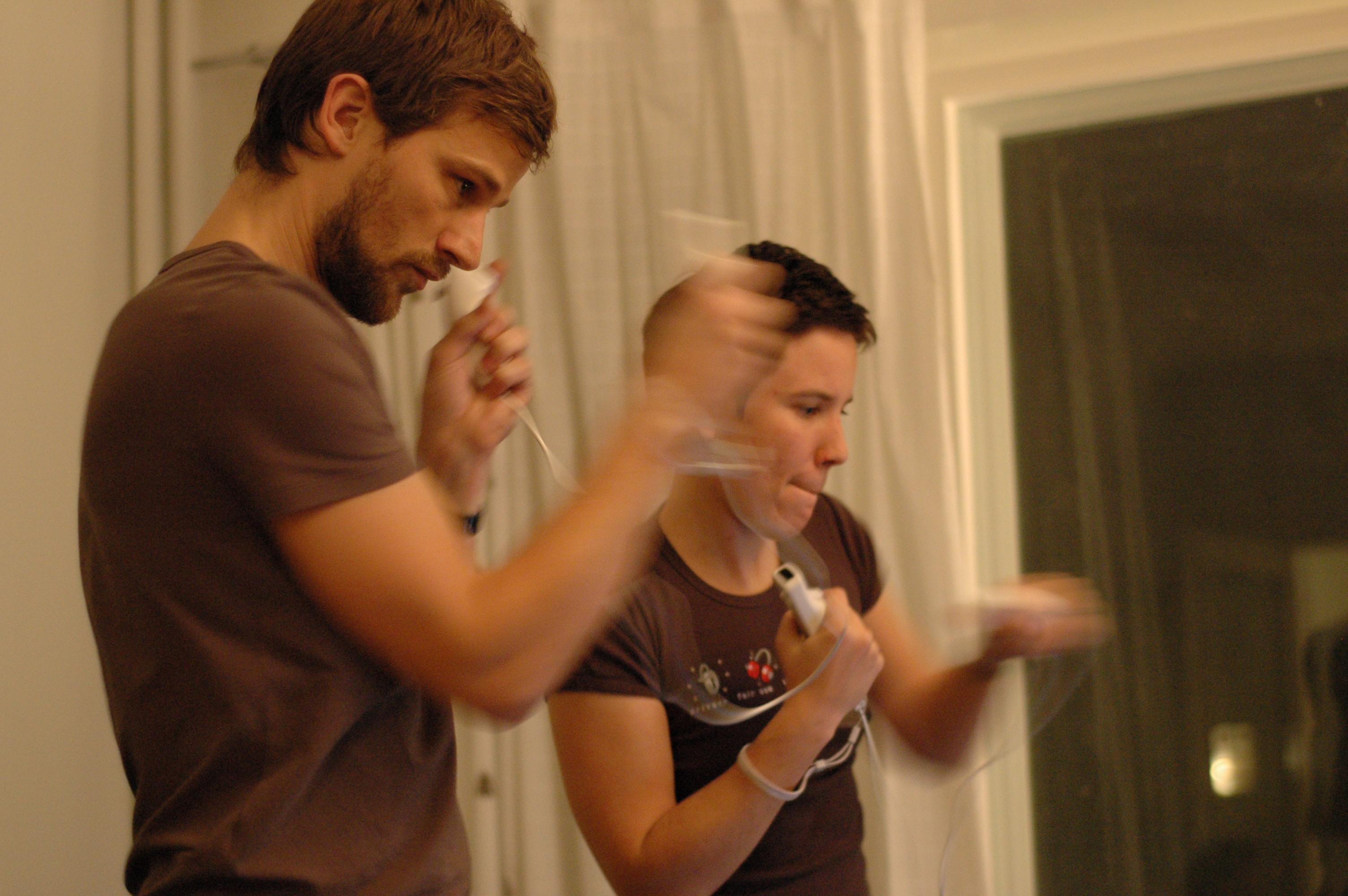
تحتوي لعبة وي سبورتس على خمسة ألعاب رياضية منفصلة

تحتوي لعبة وي سبورتس على خمسة ألعاب رياضية منفصلة - تنس، بيسبول، بولينج، جولف، والملاكمة jay wilson القائمة الرئيسية. تستعمل هذه الألعاب المستقبلات الحساسة للحركة لريموت وي Wii Remote مع الأداة الملحقة بها المسماة بالنونتشك Nunchuk للتحكم بأفعال الشخص الموجود في اللعبة. يحرك اللاعب الريموت بنفس طريقة اللعب الحقيقية. على سبيل المثال، عليك أن تمسك وتضرب بريموت وي مثلما تلعب بعصا الجولف، أو بمضرب البيسبول أو بكرة بولينج. إلا أن بعض الميزات في هذه الألعاب تتحكم بها الحاسب. فمثلاُ في لعبة التنس، تكون حركة اللاعب تحت سيطرة جهاز وي، أما الضرب بالمضلاب فتكون تحت سيطرة اللاعب. أما في لعبة البيسبول فتكون الضرب بالمضرب والتثبيت، مع جميع الحركات كالتقاف الكرة والدوران حول الميدان، كلها مسيطرة من قبل جهاز وي.

## وصلات خارجية
- وي سبورتس على موقع IMDb (الإنجليزية)
- وي سبورتس على موقع الموسوعة البريطانية (الإنجليزية)

- صفحة وي سبورتس الرسمية على نينتيندو.كوم
- صفحة وي سبورتس البريطانية الرسمية على وي.كوم
- دليل وي سبورتس على ستراتيجي ويكي StrategyWiki.